# Брзи етернет
У рачунарским мрежама Брзи етернет (енгл. Fast Ethernet) представља стандард, најкоришћенију варијанту етернета, која је дефинисана 1995. године за рад на брзини од 100Mb/s. Развијан је за два типа медијума: бакарне неоклопљене упредене парице категорије 3, систем 100Base-T4, парице категорије 5 (Cat 5), 100Base-TX и мултимодно оптичко влакно 100Base-FX. Технологија 100Base-TX која је још увек најкоришћенија. (Често се системи 100Base-T4 и 100Base-TX називају заједничким именом 100Base-T)
Испоставило се да је најбољи метод имала технологија 100Base-TX са кодирањем 4B/5B, уведеним уместо „Манчестер“ кодирања код 10Base-T, док стандарди 100Base-T4 и 100Base-T2 нису имали успеха на тржишту. Најпопуларније имплементације сто-мегабитног етернета су: 100Base-TX на кабловима са упреденим парицама категорије 5 и 100Base-FX са оптичким влакнима.
- - слична је развијен на 10Base-T технологији уводећи неколико побољшања:
  - Време трајања једног бита се смањује са 100ns на 10ns
  - Уводе се упредене парице категорије 5 са пропусни опсегом 125MHz
  - Парице се везују на исти начин и линкови могу да имају дужину до 100 m
  - Комуникације је двосмерна, једна парица за одлазни, друга за долазни саобраћај (енгл. full duplex) потпун дуплекс.
  - Не користи се директно бинарно кодирање, већ систем 4B/5B преузет од FDDI протокла.
  - Систем поред разводника подржава етернет комутатор.

- - користи исти метод сигнализације као и 100Base-TX, али преко оптичког влакна, тј. врши се светлосна сигнализација уместо електричне.